# 29-та піхотна дивізія (США)
29-та піхо́тна диві́зія а́рмії США (англ. 29th Infantry Division (United States) — військове з'єднання, піхотна дивізія армії США. Заснована в липні 1917 року.

## Структура дивізії

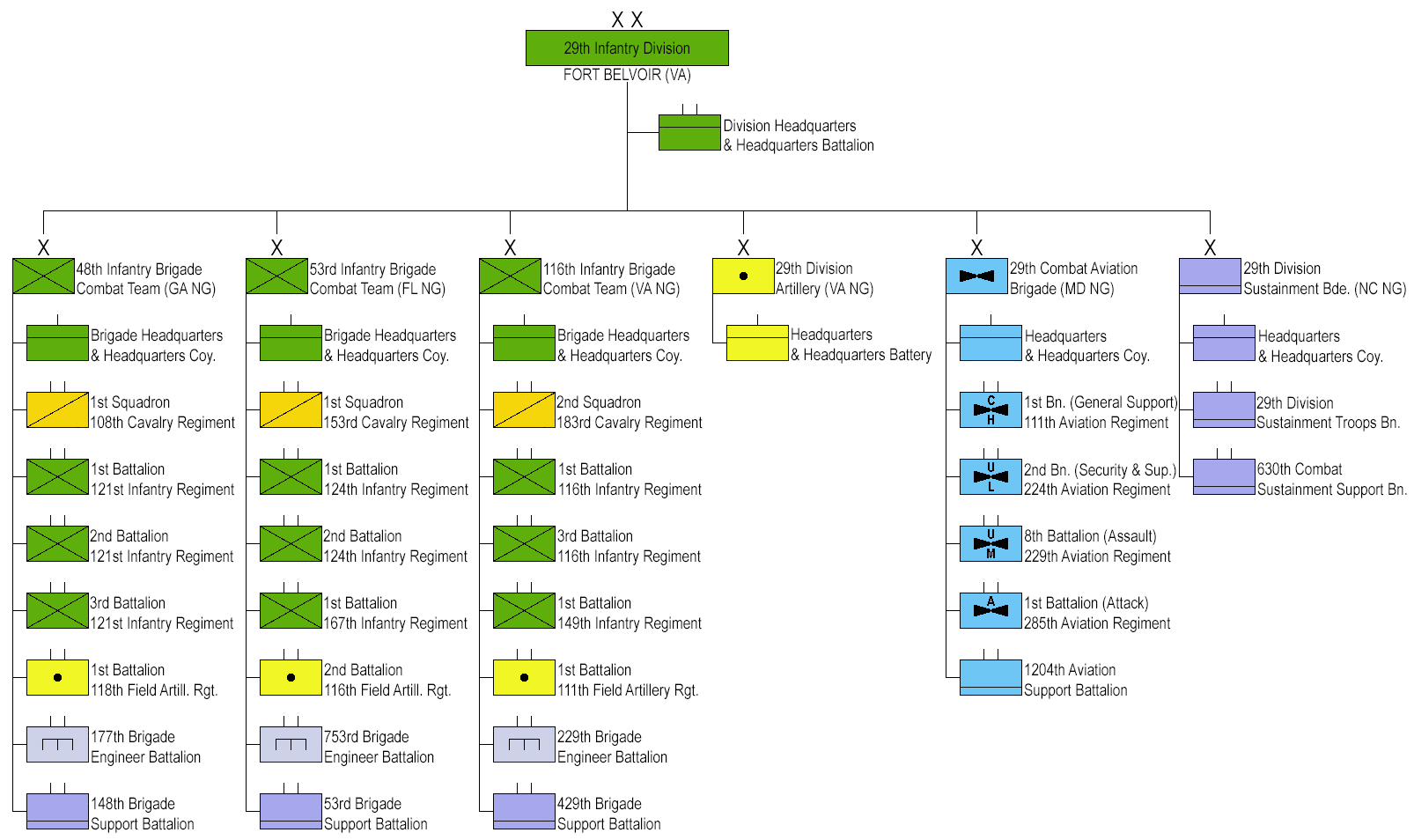
Організаційно-штатна структура дивізії